# Joëlle Pineau
Pour les articles homonymes, voir Pineau.
Joëlle Pineau, née en 1974, est une chercheuse canadienne, professeure agrégée à l'École d'informatique de l'Université McGill. Ses recherches portent sur la mise au point de nouveaux modèles et algorithmes qui permettent aux ordinateurs d'apprendre à prendre de bonnes décisions dans des domaines complexes du monde réel, même dans des circonstances où l'information est incomplète ou incorrecte.
Joëlle Pineau « ...est une pionnière de la robotique appliquée au domaine de la santé et de nombreuses autres applications de la science des données en médecine...Ses travaux...représentent une percée majeure dans (les) domaines...de l’apprentissage machine et de la planification. ».

## Parcours académique et professionnel
Après des études en musique, en 1994, qui l'amènent à faire partie de l’Orchestre symphonique d'Ottawa comme violoniste, Joëlle Pineau fait le choix d'opter pour les mathématiques et la robotique obtenant un baccalauréat en génie du design des systèmes à l’Université de Waterloo, en Ontario en 1998. En 2004, elle obtient son doctorat en robotique à l’Université Carnegie Mellon, à Pittsburgh. La même année, elle enseigne à l’Université McGill, où elle devient aussi codirectrice du Laboratoire de raisonnement et d'apprentissage (Reasoning and Learning Lab). Elle fait partie des comités de rédaction des Journal of Artificial Intelligence Research (2009) et Journal of Machine Learning Research. En 2017, elle devient la directrice du laboratoire en intelligence artificielle de Facebook (devenu Meta) à Montréal,,. Environ 8 ans plus tard, en avril 2025, elle annonce qu'elle va démissionner de ce poste (en mai 2025) pour entrer comme Chief AI Officer chez Cohere .
Autres fonctions et distinctions
- Présidente, puis membre émérite de l’International Machine Learning Society[4],[10]
- Membre de l'Institut canadien de recherches avancées[1]
- Membre du Collège des nouveaux chercheurs, artistes et scientifiques de la Société royale du Canada[1],[2],[11]
- Membre associé du MILA, l'Institut québécois d'intelligence artificielle[3]
- En 2018, elle fut l'une des six personnes à remporter la bourse commémorative E.W.R. Steacie du Conseil de recherches en sciences naturelles et en génie du Canada[12].
- L'une des lauréates du Prix du Gouverneur général pour l’innovation en 2019[13],[3].

#### Bases de données et dictionnaires
- Site officiel
- Ressources relatives à la recherche :   - Digital Bibliography & Library Project
  - Dimensions
  - Google Scholar
  - Mathematics Genealogy Project
  - ORCID
- Notices d'autorité :   - VIAF
  - IdRef
  - LCCN
  - GND
  - Israël